# Felice della Rovere

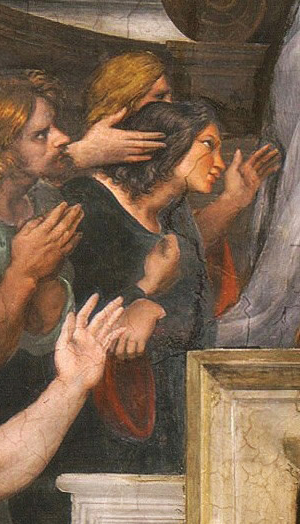
Felice della Rovere, porträtiert von Raffael in der "Messe von Bolsena",entstanden 1512

Felice della Rovere (* 1483; † 27. September 1536) war eine italienische Renaissancefürstin und die uneheliche Tochter von Papst Julius II. und Lucrezia Normanni.

## Leben

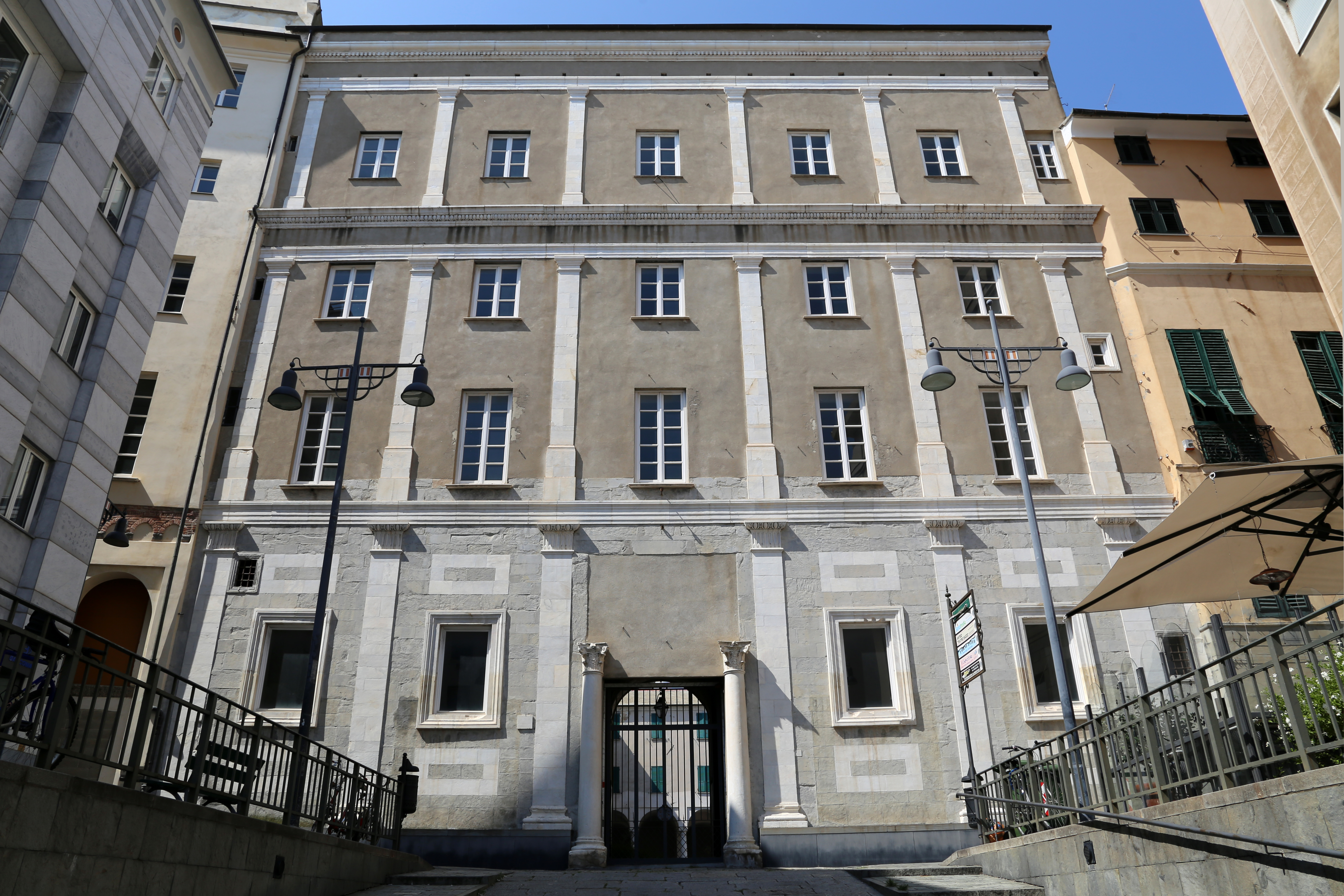
Palazzo della Rovere in Savona, wo Felice ihre Jugendjahre verbrachte

Felice della Rovere wurde höchstwahrscheinlich in Rom geboren. Ihre Mutter, Lucrezia Normanni, gehörte zu einer der ältesten Familien der Stadt. Ihr Vater war Giuliano della Rovere, der spätere Papst Julius II. Felices Mutter heiratete später einen Angestellten des Kardinals Girolamo Basso della Rovere, Bernardino de Cupis. Felice wuchs im Palazzo de Cupis an der Piazza Navona in Rom auf.
Nachdem ihr Vater 1494 versucht hatte, den Borgiapapst Alexander VI. zu entmachten, wurde Felice in den Palazzo della Rovere in Savona gebracht, wo sie vor der Vergeltung der Borgia sicher war.
Im Alter von ca. 14 bis 15 Jahren wurde sie von ihrem Vater zum ersten Mal verheiratet, ihr Mann verstarb kurz darauf. Nachdem Giuliano della Rovere 1503 Papst geworden war, suchte er einen zweiten Ehemann für seine Tochter und arrangierte eine Ehe mit Gian Giordano Orsini, dem Sohn eines einflussreichen römischen Adeligen der Familie Orsini. Aus der Ehe gingen fünf Kinder hervor, von denen vier das Erwachsenenalter erreichten. Felice wurde im Lauf ihrer Ehe zu einer geschickten Geschäftsfrau, die eigene Ländereien verwaltete und insbesondere durch den Kornhandel zu Reichtum gelangte.
Ihr Vater nutzte ihr diplomatisches Geschick und lud sie oft  zu politischen Banketten als Ehrengast und als einzige anwesende Frau ein.
1510 plante der Papst, Frankreichs Einfluss in Oberitalien zu brechen. Um dies zu erreichen, löste er die Liga von Cambrai auf, die erst 1508 als Bündnis gegen die Republik Venedig gegründet worden war, und ersetzte sie durch die Heilige Liga. Diese war ein Bündnis des Kirchenstaates mit Venedig, an dem Frankreich nicht beteiligt war. Nachdem der Kirchenstaat Bologna an Frankreich verloren hatte, trat der Papst in Verhandlungen mit Louis XII ein. Der Papst sandte 1511 eine Delegation nach Frankreich, der auch Orsini und Felice federführend angehörten. Felice blieb für die Verhandlungen zwei Jahre in Frankreich.
Orsini starb 1517, machte Felice allerdings vorher noch zum Vormund all ihrer Kinder, auch seines Sohnes aus erster Ehe, sowie zur Verwalterin des Familienbesitzes. Papst Leo X. bestätigte diese Stellung später.
Felice wurde dadurch in Rom zu einer der einflussreichsten Frauen ihrer Zeit.